# Luka Fineisen
Luka Fineisen (* 1974 in Offenburg) ist eine deutsche Bildende Künstlerin.

## Leben und Werk
Luka Fineisen wuchs als ältestes Kind des Lehrers und Schulleiters Thomi Vogt und seiner Frau Inge gemeinsam mit ihren zwei Brüdern in Offenburg auf. Von 1996 bis 1998 studierte sie Kunst am Memphis College of Art (USA). Nach Arbeitsaufenthalten in Vermont und Chicago kehrte sie 1999 nach Deutschland zurück und studierte von 1999 bis 2005, ab 2003 als Meisterschülerin, an der Kunstakademie Düsseldorf bei Fritz Schwegler und Irmin Kamp.
Für ihre teils raumfüllenden Arbeiten verwendet sie unter anderem Materialien wie Eis, Wasserdampf, Schaum, Flüssigkunststoffe und geschmolzenes Metall, aber auch Buttermilch und Honig.
2007 erhielt sie sowohl den Max-Pechstein-Preis der Stadt Zwickau als auch den ADO-Kunstpreis der Kunstakademie Düsseldorf.

## Ausstellungen
2013/2014
- Karl Ernst Osthaus-Museum Hagen, Kunsthalle Düsseldorf, Kunstmuseum Bonn im Rahmen des  Künstler- und Kunstaustauschprogramms „Transfer Korea-NRW“ des NRW KULTURsekretariats Wuppertal

2012
- Punkt.Systeme - Vom Pointillismus zum Pixel Wilhelm-Hack-Museum, Ludwigshafen
- Asche und Gold - Eine Weltenreise MARTa Herford

2010
- Sublimationen Kunsthalle Bremerhaven
- flüssigkristalline phasen Stiftung Kunstfonds, Bonn
- Hot Thoughts Kunstverein Koelnberg, Köln, Material: Stahlbehälter auf Metallböcken, Herdplatten, Honig und dessen Duft im Raum
- liquid area (mit Gereon Krebber), Flottmann-Hallen Herne

2009
- 90 Grad Celsius Wilhelm Lehmbruck Museum, Duisburg, Material: Zellophan, Klebeband, Nylonfaden
- Melt, Swap Kunst am Bau, Doninium, Köln
- Suprafluid Galerie k4, München

2008
- Flutung für die Ausstellungsreihe „Frischzelle“ Kunstmuseum Stuttgart, Material: Zellophanfolie, Klebeband
- Schicht Simultanhalle Köln, Material: durch Düsen erzeugter Wasserdampf
- Frozen RWE-Turm Dortmund
- Ergänzung Kunstverein Arnsberg, Material: durch Düsen erzeugter Wasserdampf an der Außenfassade eines stillgelegten Hallenbades

2007
- Der Diskurs, Kunsthalle Recklinghausen
- Von Luft und Liebe Kunsthalle Recklinghausen, Material: Folie
- Ohne Titel Kunstsammlungen Städtisches Museum Zwickau, Material: Folie
- Too much Kunst im Tunnel, Düsseldorf, Material: Kunstton, Goldfarbe

2006
- Züchtung I Kunsthalle Düsseldorf, Material: Gebläse, Schläuche, Lauge, ständig entstehender und vergehender Schaum auf Metalltisch
- Galerie k4, München

2005
- Buffet Malkasten Düsseldorf, Material: Grießbrei auf Wachstischtuch
- Kfw Bankengruppe, Bonn

2004
Züchtung II Museum Baden Solingen, Material: durch Kühlaggregate wachsende Eisfläche in den Räumen des Museums  
2003
- Topping Museum Folkwang Essen, Material: durch in Seifenlauge geleitete Druckluft entstehender Schaum auf dem Dach des Museums

2002
- Debut Kunstverein Offenburg-Mittelbaden

2001
- Lanbrodura Ausstellungsprojekt John Doe, Hoffeldstrasse Düsseldorf

## Stipendien
- 2012 „Transfer Korea-NRW“, Changdong art studio, Nationalmuseum für moderne und zeitgenössische Kunst, Seoul
- 2009 Stiftung Kunstfonds Bonn
- 2007–2009 Stipendiatin der Stiftung Wilhelm Lehmbruck, Duisburg
- 2007 Aufenthaltsstipendium Kunst:raum sylt quelle
- 2006 Stipendium der Metro-Stiftung, Skulpturenpark, Düsseldorf
- 2005/06 DHCS - Atelierstipendium des Kunstvereins Düsseldorf
- 2001 Einjähriges Atelierstipendium Bilbao-Arte, Spanien
- 2000–2005 Künstlerförderung des Cusanuswerks
- 1998 Nathan Stainberg Scholarship, Memphis, USA
- 1996 Merit Scholarship, MCA, Memphis, USA

## Publikationen
- Frischzelle 09 : Luka Fineisen. Ausstellungskatalog, Hrsg.: Kunstmuseum Stuttgart, 2008, ISBN 978-3-940366-01-6
- Max-Pechstein-Förderpreis der Stadt Zwickau 2007: Guillaume Bruère, Luka Fineisen, Alexander Schellow, Juliane Solmsdorf, Clemens von Wedemeyer. Hrsg.: Kunstsammlungen der Städtischen Museen Zwickau, 2007